# N.T. Rama Rao

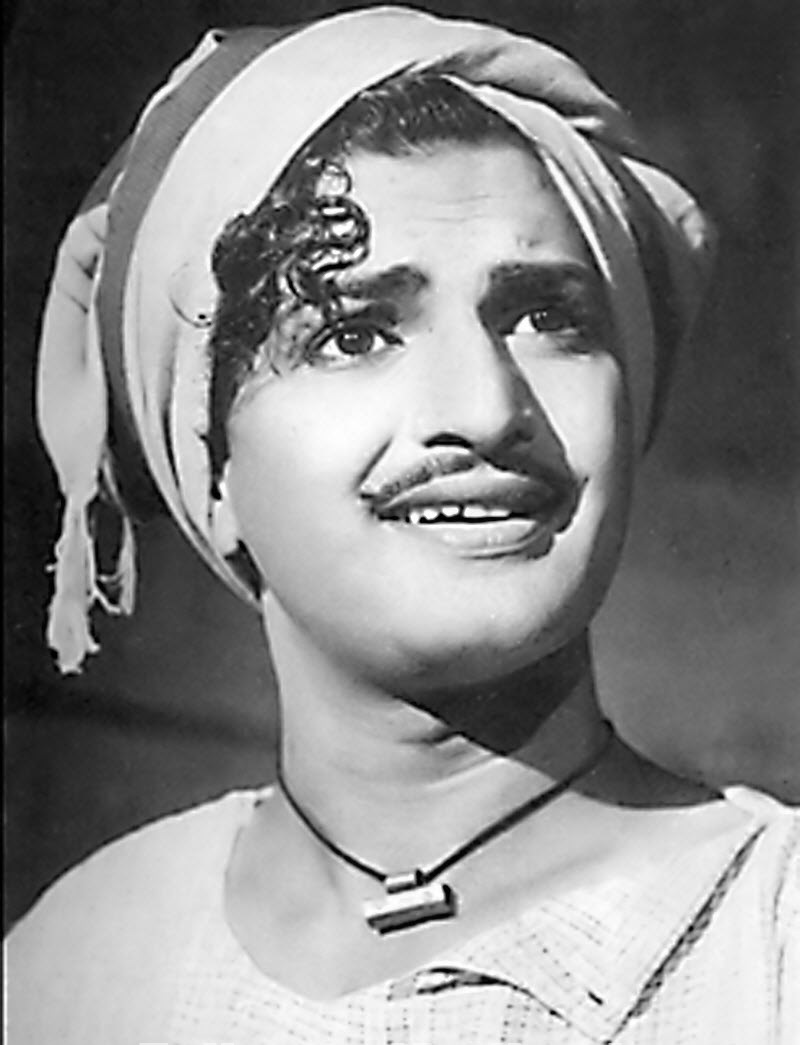
N.T. Rama Rao (1952)

Nandamuri Taraka Rama Rao, mer känd som N.T. Rama Rao (NTR), född  28 maj 1923 i Nimmakuru, i nuvarande delstaten Andhra Pradesh, död 18 januari 1996 i Hyderabad, var en indisk skådespelare och politiker, grundare av partiet Telugu Desam.
Han föddes i kasten kamma i Krishnadistriktet i Nimmakuru i Andhra Pradesh. Han gjorde över 300 filmer på telugu och spelade ofta hinduiska gudar såsom Krishna och Rama.
Som politiker lade han stor vikt vid att värna teluguidentiteten.

## Privatliv
När han var 20 år gammal gifte han sig med sin kusin. De fick sju söner och fyra döttrar.
Dottern Daggubati Purandeswari är också politiker, liksom hennes make Daggubati Venkateswara Rao. Dottern Bhuvaneswari är gift med politikern N Chandrababu Naidu. 

## Politisk karriär i urval
- Grundade Telugu Desam 1982
- Vann efter nio månader som politiker delstatsvalet och blev delstatens premiärminister
- Deltog i koalitionen National Front vid de federala valen 1996, och bidrog till en koalitionsregering med Kongresspartiet, ett parti som ironiskt nog Rama Rao hela tiden bekämpat